# Eleccions presidencials del Tadjikistan de 2020
L'11 d'octubre de 2020 es van celebrar eleccions presidencials al Tadjikistan. El resultat va ser la cinquena victòria consecutiva de l'autoritari Emomali Rahmon, del Partit Popular Democràtic, que va ser reelegit amb més del 90% dels vots. Rahmon va ser investit per al seu cinquè mandat el 30 d'octubre. Va prendre possessió en una cerimònia en el Palau Kokhi Somon, ubicat a Duixanbe.

## Sistema electoral
El president del Tadjikistan és escollit per a un mandat de set anys mitjançant el sistema de dues voltes; si cap candidat obté més del 50% dels vots emesos, se celebra una segona volta entre 15 i 31 dies després entre els dos candidats que hagin obtingut més vots. Perquè el resultat sigui validat, la participació dels votants ha de superar el 50%; si cau per sota del llindar, se celebren noves eleccions.
Els candidats han de reunir i presentar signatures del 5% dels votants registrats per a poder presentar-se a les eleccions.

## Circumscripcions electorals
Es van utilitzar quatre mil col·legis electorals de tot el país. El territori del Tadjikistan es va dividir en 68 circumscripcions electorals, així com un d'ultramar. En l'exterior, la diàspora tadjik va poder votar en les representacions diplomàtiques de la República del Tadjikistan de 29 països. En Rússia, els col·legis electorals van funcionar en cinc representacions del Tadjikistan a Moscou, Sant Petersburg, Novossibirsk, Iekaterinburg i Ufà.

## Observadors
Un total de 122 observadors de l'OSCE, la CEI, la OCS i diversos països acreditats per la Comissió Electoral Central per a Eleccions i Referèndums de la República del Tadjikistan van observar les eleccions. També hi va haver diversos milers d'observadors nacionals. Uns 260 periodistes, nacionals i estrangers, es van acreditar per a cobrir les eleccions. Més de deu mil voluntaris, formats principalment per estudiants i empleats de l'Estat, així com activistes del partit, van ser registrats per l'Estat per a prestar servei i assistència als col·legis electorals el dia de les eleccions.